# Kataliza
Kataliza je postopek povečanja reakcijske hitrosti kemijske reakcije z dodajanjem snovi, znane kot katalizator. Za začetek poteka reakcije je potrebna aktivacijska energija.